# Chiesa di San Maurizio (Castelfranco Emilia)
La chiesa di San Maurizio è la parrocchiale di Recovato, frazione di Castelfranco Emilia, nella provincia di Modena. Appartiene al vicariato di Persiceto – Castelfranco dell'arcidiocesi di Bologna e risale al X secolo.

## Storia
La storia del primo luogo di culto a Recovato (anticamente Archoato) iniziò probabilmente quando attorno al X secolo venne costruito un ospizio con dedicazione a san Lazzaro ad uso dei pellegrini di passaggio. In questo luogo di accoglienza era presente una piccola cappella con dedicazione, sin da allora, a san Maurizio. L'ospizio si trovava sulla via molto utilizzata da chi si voleva spostare tra l'abbazia di Nonantola e il passo della Croce Arcana sull'Appennino tosco-emiliano.
Verso il 1208, su quel primo complesso di edifici ormai ridotti a rudere, fu costruito il nuovo luogo di culto, che ebbe la dedicazione sia a san Maurizio sia a san Lazzaro. Rispetto alla giurisdizione ecclesiastica fu nei primi tempi soggetta alla pieve di Panzano e successivamente all'abbazia di Leno, nel bresciano. Già dal 1300 rientrò nella più vicina diocesi modenese e poi in quella di Nonantola. Ebbe il suo primo fonte battesimale nel 1568.
Nel 1672 una reliquia di san Maurizio viene concessa alla chiesa grazie alla donazione di Giovanni Battista Bellotti, frate degli agostiniani. La cappella con dedicazione al Rosario fu ristrutturata nel 1763 e contemporaneamente si procedette al restauro generale della chiesa. Nel 1822 divenne ufficiale il suo passaggio all'arcidiosesi bolognese.
Durante il XX secolo prima l'edificio fu nuovamente restautato sia all'interno sia all'esterno, col completo rifacimento del suo prospetto principale. La cappella interna dedicata a san Maurizio, per decreto cardinalizio, viene elevata a dignità di santuario. Durante gli anni del secondo conflitto mondiale il catino absidale e la volta della cupola vennero arricchiti di decorazioni ad affresco.

## Descrizione

### Esterno
Il prospetto principale è suddiviso in due parti strutturalmente diversificate. Il basamento che al centro accoglie il portale di accesso conferisce alla facciata solidità. Sopra di questo le forme diventano quelle tipiche neoclassiche, con coppie di lesene ai lati che sorreggono il grande frontone triangolare timpanato. Sopra il portale un arco con lunetta cieca e con bassorilievo e sopra questo una grande finestra con arco a tutto sesto affiancata da due finestre rettangolari di minori dimensioni. La torre campanaria si alza nella parte anteriore del complesso, sul suo lato destro.
La chiesa possiede un concerto di 5 campane (originariamente 4 di Cesare Brighenti, nel 2000 è poi stata aggiunta la "quarta", fusa da Capanni di Castelnovo ne' Monti (RE). I bronzi, alloggiati sotto un'apposita tettoia adiacente alla chiesa, sono montati "alla bolognese" e vengono suonati manualmente "a doppio" dalle locali squadre campanarie. 
Presso la parrocchia ha sede l'Unione Campanari Modenesi "Alberto Corni".

### Interno
La navata interna è unica coperta da una volta con cinque arcate. La sala è ampliate dalle cappelle laterali. Quella maggiore conserva il dipinto settecentesco che raffigura San Maurizio. Le cappelle laterali sono dedicate alla Beata Vergine del Rosario e alla Beata Vergine del Carmine. Sono presenti, oltre alle statue nelle cappelle, altre opere artistiche come le pitture raffiguranti Sant'Antonio da Padova, Sant'Antonio Abate, Santa Lucia e altre. La reliquia di san Maurizio è conservata in una nicchia laterale.
Nella sala è presente la cantoria con l'organo a canne.